# Ungarische Fußballnationalmannschaft (U-23-Männer)
Die ungarische U-23-Fußballnationalmannschaft war eine Auswahlmannschaft ungarischer Fußballspieler, die dem Magyar Labdarúgó Szövetség unterlag.

## Geschichte
Diese Nationalmannschaft hatte ihre erste Turnierteilnahme bei der Erstaustragung der U-23-Europameisterschaft im Jahr 1972. Hier befand sich die Mannschaft in einer Qualifikationsgruppe mit Bulgarien, Norwegen und Frankreich. Hier reichte es jedoch mit 7:5 Punkten am Ende nur für den zweiten Platz in der Gruppe hinter Bulgarien, womit man die Finalrunde verpasste.
Bei der nächsten Ausgabe hatte man es in der Qualifikation lediglich mit Jugoslawien und Griechenland zu tun. Gegen beide gelang mindestens ein Sieg und so platzierte sich das Team später auch auf einem Platz für die Finalrunde. Dort traf man dann nun auf die Niederlande, gegen welche man mit 4:3 noch obsiegte. Hier reichte bereits der 3:1-Sieg im Hinspiel um die 1:2-Niederlage im Rückspiel auszugleichen. Im Halbfinale ging es dann gegen die Sowjetunion, hier obsiegte die Gegner-Mannschaft im Hinspiel mit 2:0, dies konnte jedoch mit einem 2:0-Sieg im Rückspiel ausgeglichen werde. So wurde nach einer Verlängerung des Rückspiels aber auch noch ein Elfmeterschießen nötig. Dieses gewann Ungarn dann auch mit 4:3 am Ende. Im Finale wartete dann die Mannschaft der DDR und auch hier setzte es im Hinspiel erst eine 2:3-Niederlage. Wie auch gegen die Sowjetunion konnte man dies aber wieder drehen und es gelang sogar ein 4:0-Sieg, was am Ende den Titelgewinn bedeutete.
Bei der Austragung im Jahr 1976 ging es in der Qualifikation diesmal gegen Luxemburg und auch Österreich. Lediglich gegen Österreich musste die Mannschaft einmal ein Unentschieden hinnehmen, ansonsten spielte man sich makellos an die Spitze der Gruppe in die Finalrunde hinein. Im Viertelfinale wartete mit England ein Gegner, den man bereits im Hinspiel mit 3:0 schlug. Im Rückspiel reichte es aber nur zu einer 1:3-Niederlage, was aufgrund des Hinspiels der Mannschaft aber reichte, um weiterzukommen. Im Halbfinale ging es gegen Jugoslawien und auch hier setze man sich am Ende mit 4:3 durch. Lediglich im Finale konnte der Titel nicht verteidigt werden und mit 2:3 verlor man am Ende gegen die Sowjetunion.
Nach dieser Austragung wurde der Platz der Mannschaft von der U-21 eingenommen, welche seitdem bei der Qualifikation zu dem Turnier startberechtigt ist. Ob die Mannschaft danach noch etwaige Freundschaftsspiele ausgetragen hat, ist nicht bekannt.

## Ergebnisse bei der Europameisterschaft
| Jahr | Platzierung        |
| ---- | ------------------ |
| 1972 | nicht qualifiziert |
| 1974 | 1. Platz           |
| 1976 | 2. Platz           |